# Geoscapheus dilatatus
Geoscapheus dilatatus es una especie de cucaracha del género Geoscapheus, familia Blaberidae, orden Blattodea.

## Distribución
Se distribuye por Australia, en el estado de Queensland.

## Taxonomía
Fue descrita por Saussure en 1864 y publicada en Saussure. 1864. Rev. Mag. Zool. 2(16).